# Miriam Vale
Miriam Vale – miasto w Australii, w stanie Queensland.